# Fenimorea janetae
Fenimorea janetae är en snäckart som beskrevs av Bartsch 1943. Fenimorea janetae ingår i släktet Fenimorea och familjen Turridae. Inga underarter finns listade i Catalogue of Life.

## Bildgalleri

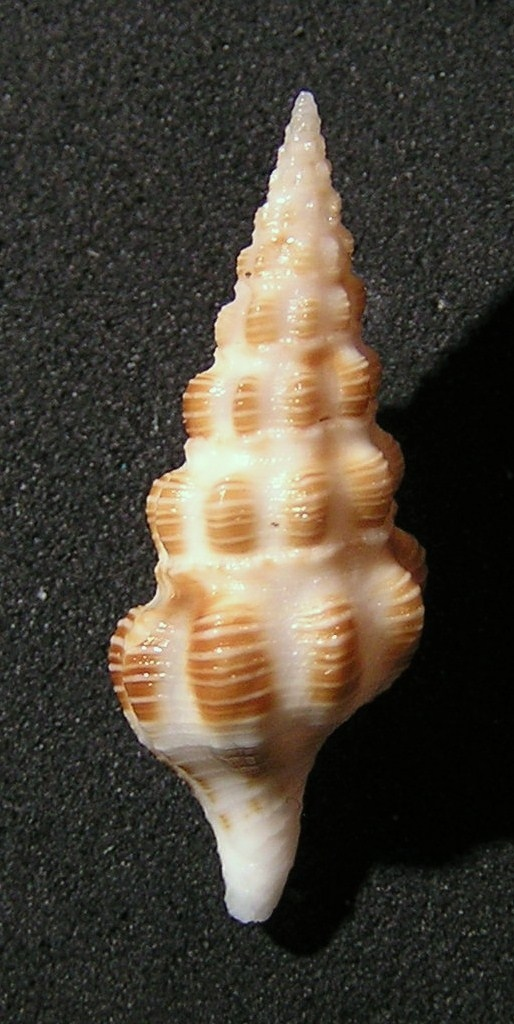
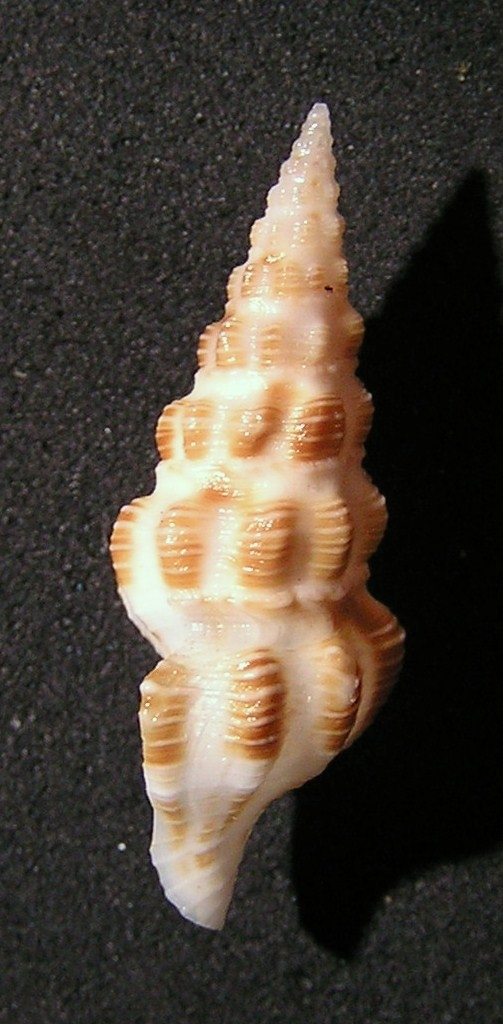